# Sierra de San Mamés (Portugal)
La sierra de San Mamés (en portugués: Serra de São Mamede) es una sierra de la península ibérica enteramente situada dentro del territorio de Portugal, junto a la frontera con España en Valencia de Alcántara (Cáceres, Extremadura). La sierra de San Mamés está considerada como la última estribación de la cordillera de los Montes de Toledo. Está situada dentro del distrito de Portalegre en el Alto Alentejo. Su dirección general es sureste-noroeste.

## Geología e hidrología
Morfológicamente esta sierra es la parte más occidental de los Montes de Toledo y con 1025 m de altitud máxima en el Pico de San Mamés, es la cordillera portuguesa de mayor elevación al sur del Tajo. Geomorfológicamente se trata de una sucesión de crestones de cuarcita entre dolomitas, con algo de granito en la parte más próxima a España, formados por la erosión de la plataforma de Portalegre.
Otros picos importantes son Fria, Pico de Marvão y Penha da Castelo de Vide. Por su situación, los ríos que nacen en ella se dirigen tanto al Tajo como al Guadiana; entre los primeros destaca el río Sever y entre los segundos el río Caya.

## Climatología y ecosistema
Climatológicamente se encuentra en la zona de transición entre el clima oceánico y el clima Mediterráneo y es una de las pocas zonas del Alentejo donde puede nevar en invierno. La vegetación está formada por montes de robles melojos, alcornoques, encinas, pino marítimo, olivos y castaños, aunque también aparecen especies invasoras como el eucalipto, así como por matorrales de tipo mediterráneo.
Por el valor y belleza de sus paisajes y la variedad de su flora y fauna, 56 000 ha recibieron especial protección como parque natural de la Sierra de San Mamés; en él destacan buitres, águilas, venados, jabalíes, jinetas y una gran colonia de murciélagos.

## Historia

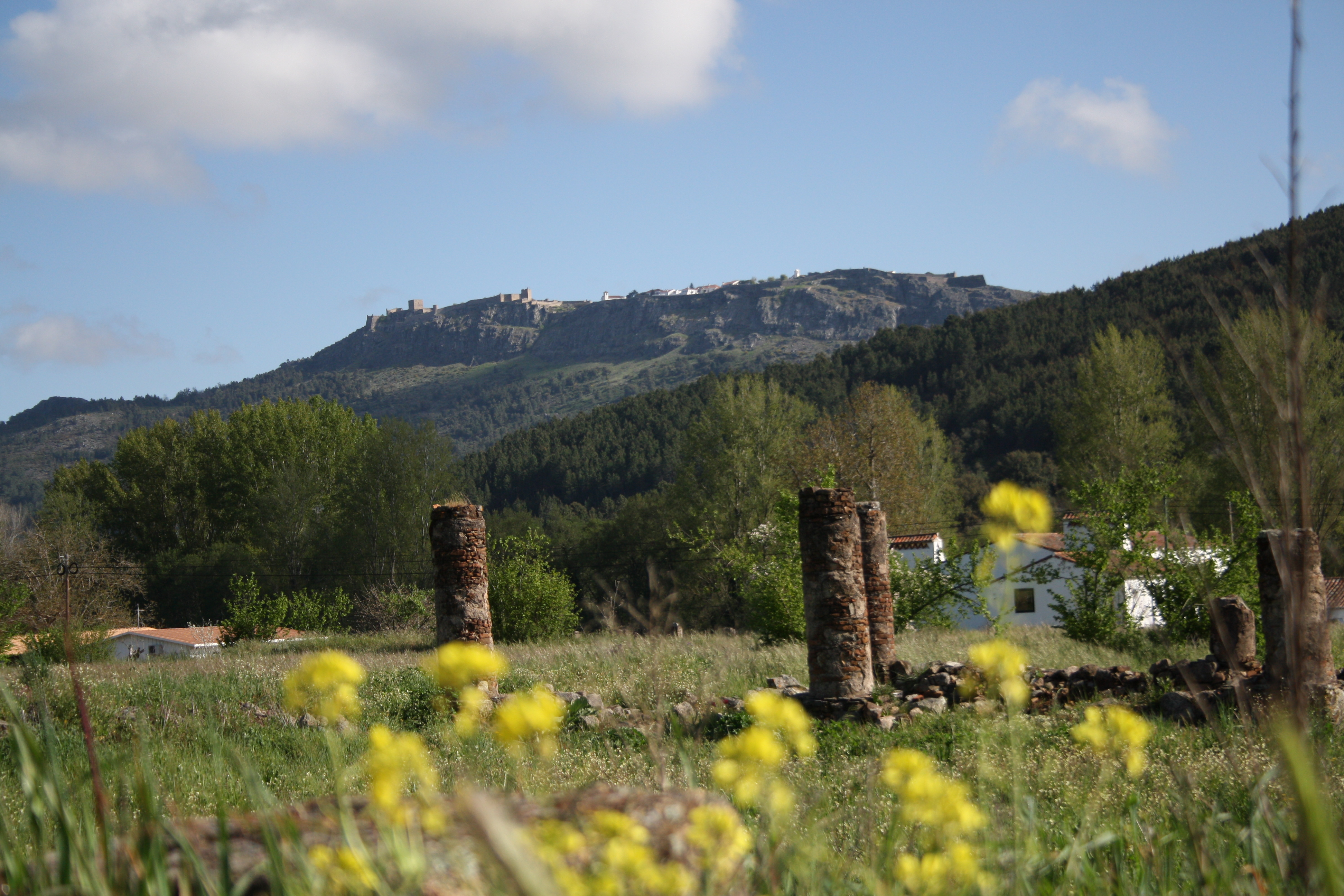
Vista de la sierra de San Mamés desde la ciudad romana de Ammaia con la ciudad de Marvão al fondo.

Históricamente, la sierra fue habitada desde la época megalítica, como indican los grabados rupestres de las Sierras de Cavaleiros y de Louções.
En época romana, la creación a comienzos del Imperio de la ciudad de Ammaia y su transformación en municipio, vertebró el territorio y explotó la riqueza agrícola y minera de la zona. Su decadencia en el siglo V no fue suplida hasta la creación de Marvão por Ibn Marwan "el gallego" en el siglo IX.